# Elisabeth Bieneck-Roos
Elisabeth Bieneck-Roos (geboren am 10. Oktober 1925 in Münsingen; gestorben am 25. Februar 2017 in Mannheim) war eine deutsche Künstlerin, die als Industriemalerin bekannt wurde.

## Leben und Werk
Elisabeth Roos wurde 1925 in Münsingen (Württemberg), einer kleinen Kreisstadt auf der Schwäbischen Alb geboren. Ihre Mutter war eine autodidaktische Malerin, ihr Vater leitete eine Gewerbeschule und entwarf Plakate. 1944 machte sie Abitur. Sie begann 1946 ein Studium der Biologie an der Universität Tübingen, das sie nach zwei Semestern abbrach. Hier lernte sie ihren späteren Mann Erhard Bieneck kennen.
An der Staatlichen Akademie der Bildenden Künste Stuttgart studierte sie von 1947 bis 1952 grafische Techniken, dann Malerei und Wandtechniken. In dieser Zeit lernte sie auch Luitgard Schall und Lothar Schall kennen. Sie war eine Schülerin u. a. von Willi Baumeister und malte zunächst traditionell Landschaften, Blumenstillleben und Porträts.
1952 zog sie mit ihrem Mann, dem Chemiker Erhard Bieneck, mit dem sie seit 1947 verheiratet war, nach Mannheim. Um sich künstlerisch weiterzubilden, besuchte sie dort ab 1954 Kurse an der Freien Akademie in Mannheim, unter anderem bei Paul Berger-Bergner und Carl Trummer. Sie stirbt am 25. Februar 2017. Die Stadt in ihrem Wiederaufbau nach dem Zweiten Weltkrieg wurde ein Hauptmotiv ihrer Malerei. Später malte sie auf dem Werksgelände der BASF, in Werkhallen von Daimler-Benz und an den Hochöfen bei Thyssen.

„Elisabeth Bieneck-Roos wendet sich in ihrem außerordentlich umfangreichen Œuvre, das nahezu ausschließlich dem Industriethema gewidmet ist, den unmittelbaren, technisch bestimmten Produktionsprozessen zu. Roboter nehmen dabei einen wichtigen Platz ein. Nur ganz selten greift sie zum Stilmittel der Ironisierung [wie ihrem Werk Neue Technologie. Roboter (1985)], das die Ersetzung menschlicher Arbeit durch Roboter herausstellt. Ihre Bilder formulieren weder ein Lob noch ein Schmählied auf die moderne Technik;...“

Elisabeth Bieneck-Roos war seit 1947 mit dem Chemiker Erhard Bieneck verheiratet. Die Ehe blieb kinderlos. Sie starb 2017 in Mannheim. Ihr schriftlicher Nachlass befindet sich im Stadtarchiv Mannheim.

## Einzelausstellungen
Quelle: Elisabeth Bieneck-Roos auf kuenstlernachlaesse-mannheim.de
- 1957: Reiß-Museum Mannheim
- 1961: Mannheimer Kunstverein
- 1982: Galerie der Stadt Kornwestheim
- 1983: Wilhelm-Hack-Museum Ludwigshafen
- 2004: Altes Rathaus Feudenheim
- 2005: Landesmuseum für Technik und Arbeit Mannheim

## Arbeiten im öffentlichen Besitz
Quelle: Elisabeth Bieneck-Roos auf kuenstlernachlaesse-mannheim.de
- Kunsthalle Mannheim
- Reiß-Museum Mannheim
- Wilhelm-Hack-Museum Ludwigshafen

## Ausstellungskataloge
- Elisabeth Bieneck-Roos. Malerei und Grafik 1953–1982. Wilhelm-Hack-Museum, Ludwigshafen 1983.
- Im Zeichen der Baustellen – Mannheims Wiederaufbau nach 1945. Illustrationen Elisabeth Bieneck-Roos. Carl Bosch Museum, Heidelberg 2003.